# Osterburken
Osterburken är en stad  i Neckar-Odenwald-Kreis i regionen Rhein-Neckar i Regierungsbezirk Karlsruhe i förbundslandet Baden-Württemberg i Tyskland.
Staden ingår i kommunalförbundet Osterburken tillsammans med staden Ravenstein och kommunen Rosenberg.